# وینچی‌گرسی
وینچی‌گرسی, که همچنین به عنوان وینسگرسی' نوشته می‌شود، یک غذای پاستای سنتی از مارکه است که مشابه لازانیای است و به عنوان یکی از نمادهای گاسترونومیک آشپزی مارکه شناخته می‌شود.

## خاستگاه و تاریخچه
طبق طبقهٔ سنتی، نام ایتالیایی این غذا از ساده‌سازی و ایتالیایی‌سازی نام ژنرال آلفرد فون ویندیچ-گراتز (۱۷۸۷–۱۸۶۲) ناشی می‌شود که به ادعای برخی (هرچند برای سن او غیرممکن است) در محاصره آنکونا در سال ۱۷۹۹، نیروهای ناپلئون را شکست داد. یک خانم از آنکونا این غذا را به افتخار او تهیه کرد. این ژنرال آنقدر از این غذا خوشش آمد که مردم تصمیم گرفتند نام وی را بر روی این غذا بگذارند. با این حال، مشخص نیست که آیا این غذا به افتخار ژنرال ابداع شده است یا اینکه غذایی بوده که در آن زمان شناخته شده و به او تقدیم شده است. در Il cuoco maceratese، کتابی از سال ۱۷۷۹، آنتونیو نبییا طرز تهیه لازانیای خاصی به نام پرینسیس‌گرس را با دستور پختی غنی‌تر توصیف می‌کند؛ بنابراین، احتمالاً این غذا در سنت آشپزی مارکه و به ویژه ماچراتا وجود داشته است.

## تخصص سنتی تضمینی
از سال ۲۰۲۲، در اتحادیه اروپا، وینچی‌گرسی آلا ماچراتزه (از مکراتا) به عنوان یک ویژگی سنتی تضمین‌شده ثبت شده است.